# .50 GI
Das Kaliber .50 GI ist eine seltene Patrone aus der Entwicklung der Firma Guncrafter Industries (USA).
Im deutschen Nationalen Waffenregister (NWR) wird die Patrone unter Katalognummer 2226 ohne weitere Synonyme geführt.

## Entwicklung
Ziel der Entwicklung war eine große Patrone mit hoher Mannstoppwirkung für eine Pistole nach dem Prinzip der 1911er-Pistolen, Browning-System. Es sollte die Stoppwirkung des Kaliber .45 ACP deutlich übertroffen werden, um die Patrone und Waffen diese Kalibers deutlich für den taktischen Bereich zu qualifizieren. Im Gegensatz zur durchschlagstarken 9-mm-Parabellum sowie den Kalibern .45 ACP und 10 mm Auto sollte das Kaliber .50 GI nur gute Eigenschaften wie Stoppwirkung, verbunden mit leichter Beherrschbarkeit der Waffe im Schuss, durch verminderte Druckverhältnisse, erhalten.

## Leistung und Verwendung
Die .50 GI ist, im Gegensatz z. B. zur 10 mm Auto, eine Patrone mit geringem Innendruck, was zu geringerem Rückstoß und geringerer Durchschlagskraft führt. Andere, leistungsstärkere Patronen im Kaliber .50, wie z. B. die .50 AE, erfordern schwerere Waffen. So liegt das Verwendungsgebiet bei der Selbstverteidigung, dem Polizeieinsatz oder der jagdlichen Nachsuche. Besonders geeignet ist dieses Kaliber durch seinen hohen Hit-Faktor auch für das sportliche Schießen mit der praktischen Pistole.

## Waffen
- Guncrafter Industries Model No 1 50GI
- Guncrafter Industries Model No 2 50GI

Es ist möglich, durch Austausch von Lauf (eventuell mit Bushing) und Magazin, die .50 GI aus herkömmlichen Modellen der 1911er-Bauweise zu verschießen.

## Geschossgeschwindigkeiten
- 300-grain-Geschoss (300 FP): V0 = 219 m/s (Fabrikladung)
- 275-grain-Geschoss (275 JHP): V0 = 271 m/s (Fabrikladung)